# Evangelický kostel (Libkovice pod Řípem)
Evangelický kostel v Libkovicích pod Řípem je protestantský chrám v okrese Litoměřice. 

## Historie sboru
Historie kostela je úzce spjatá s historií sboru. Po vyhlášení tolerančního patentu se v Libkovicích a okolí hlásilo k evangelické víře většina obyvatel. Přihlásili k augspurskému vyznání a sbor založili v roce 1782 ve Ctiněvsi, v roce 1784 přesídlil do Krabčic. Část jejich členů se začala hlásit jako k reformovanému sboru v Ledčicích.[zdroj?]

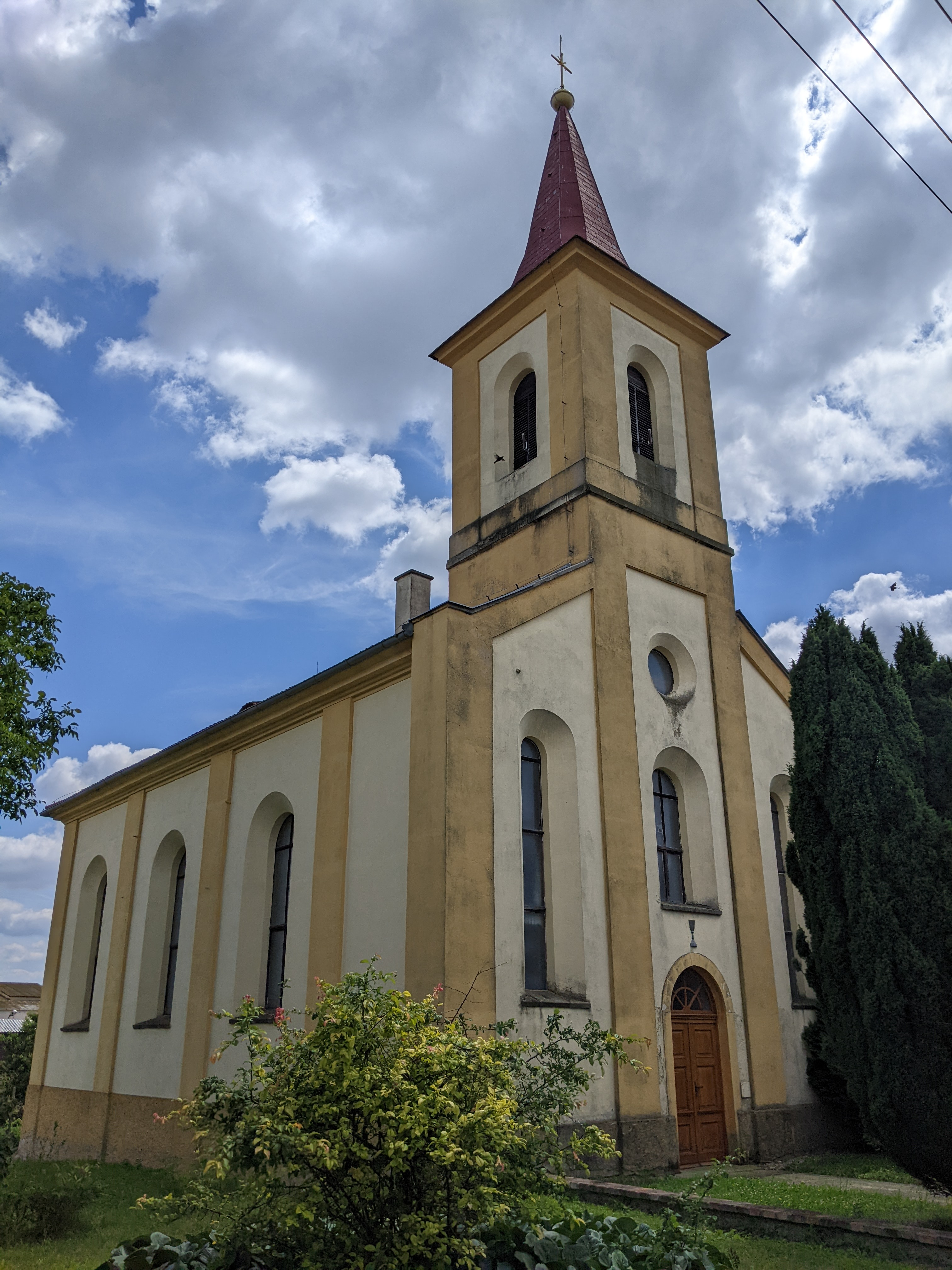
Evangelický kostel

Krabčický sbor se rychle rozrůstal a rozdělil se na augspurskou a reformovanou část, augspurská brzy přenesla svoje sídlo do Libkovic pod Řípem, kde žila převážná část sboru. Po vzniku Československa v roce 1918 se sbor přihlásil k tehdejší Československé církvi evangelické.[zdroj?]

## Historie modlitebny a kostela
Sbor byl ustaven, chyběla odpovídající modlitebna.
Základní kámen  byl položen v roce 1852, kostel byl slavnostně otevřen 4. listopadu 1855 současně s evangelickou farou i hřbitovem. Zásluhu na všem má tehdejší farář Václav Beneš.
Stavba začala v roce 1852, kostel byl vysvěcen 4. listopadu 1855. Je to pravděpodobně nejstarší evangelický kostel, která má „kostelní vzhled“, při otevření měl kromě věže i zvony.
Kostel je zděná novoklasicistní bazilika obdélného půdorysu s užší absidou a čtyřbokou hranolovou věží v průčelí. Věž je dominantou obce. V každé stěně věže je půlkruhově zaklenuté okno s dřevěnými žaluziemi. Na průčelí jsou dřevěné vyřezávané dekorativní lizénové pásy, kterými je rozčleněna fasáda průčelí od lodi kostela. Nad hlavním vstupem je na budově reliéf kalicha a letopočet 1852–1920. Obě boční průčelí mají vždy tři půlkruhově zakončená okna. Do presbytáře kostela vedou dveře s nadsvětlíkem a nad nimi je kulaté okénko. Nad hlavním vchodem je dřevěná kruchta přístupná točitým schodištěm. Sedlová střecha lodi a presbytáře je kryta pálenou krytinou.
V dobovém zisku byly stížnosti, že budova má stavební nedostatky vinou stavitele. Do konce 19. století byl kostel opravován čtyřikrát, velkou opravu provedl v roce 1908 stavitel mnoha evangelických kostelů Matěj Blecha z Karlína. Další opravy byly provedeny v roce 1920, následně v roce 1968, poslední v roce 2014.

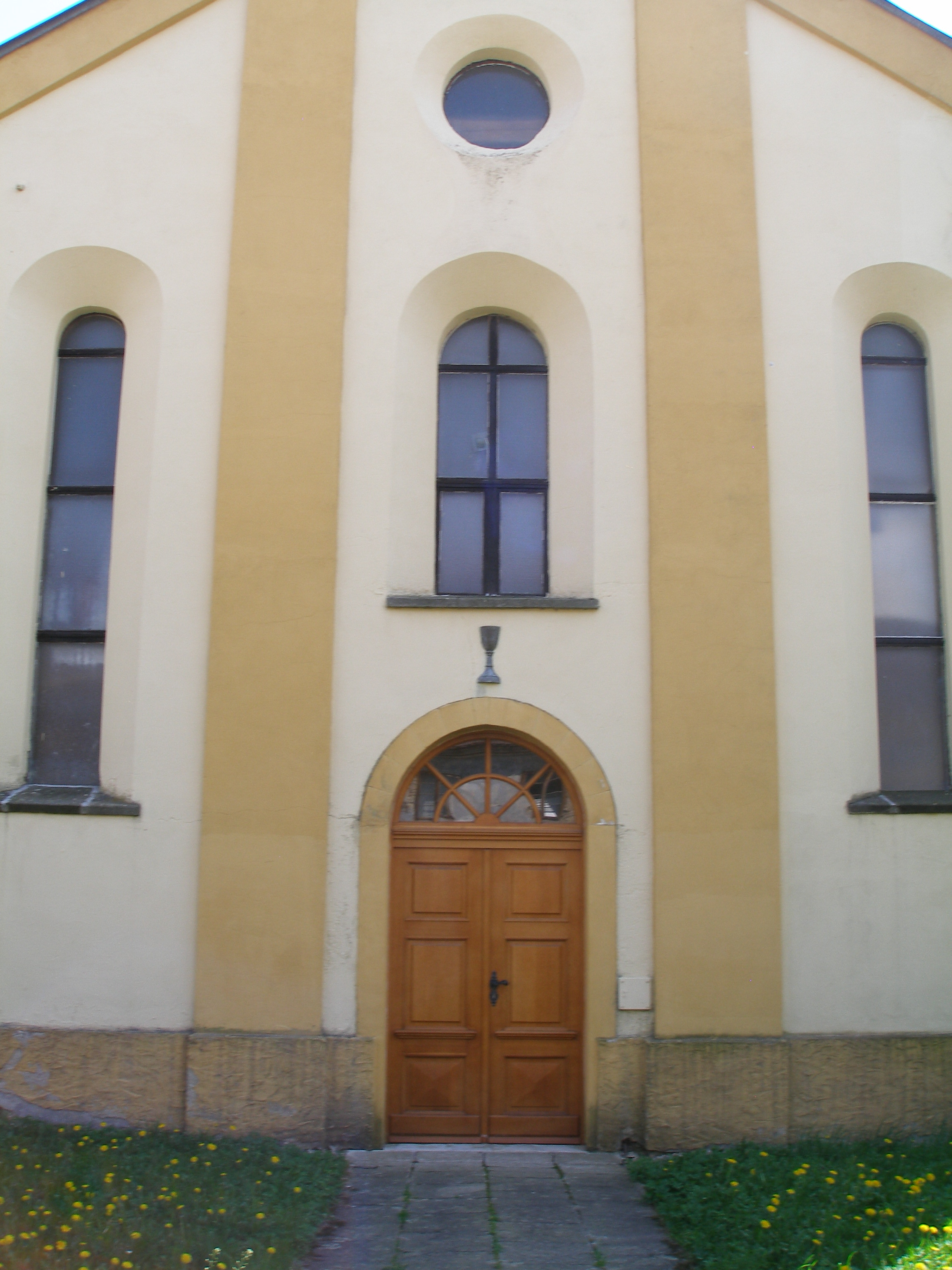
Evangelický kostel, detail vchodu

## Interiér kostela
Jednolodní Interiér má poměrně malou apsidu presbytáře. V kostele stojí stůl Páně.

## Fara, hřbitov a evangelická škola
V roce 1855 byla zřízena evangelická fara jako obydlí pro faráře, opravena byla v roce 1989. V roce 1855 byl zřízen evangelický hřbitov. V roce 1859 byla otevřena evangelická škola (v obci dříve žádná škola nebyla), právo veřejnosti získala v roce 1880. V roce 1895 byla pro školu postavena nová budova, ve které škola fungovala do zrušení v roce 1920.

## Památková hodnota
Kostel je nejstarším evangelickým kostelem s věží.